# GATT
Acordul General pentru Tarife și Comerț (en. The General Agreement on Tariffs and Trade) (de obicei prescurtat GATT) este un acord legal între mai multe țări, al cărui scop general a fost promovarea comerțului internațional prin reducerea sau eliminarea barierelor comerciale, cum ar fi tarifele vamale sau cotele de import de bunuri. Potrivit preambulului său, scopul său era „reducerea substanțială a tarifelor vamale și a altor bariere comerciale și eliminarea preferințelor, pe o bază reciproc avantajoasă”.
GATT a fost discutat pentru prima dată în timpul Conferinței Națiunilor Unite pentru Comerț și Ocuparea Forței de Muncă și a fost rezultatul eșecului negocierilor guvernelor de a crea Organizația Internațională a Comerțului (dinaintea Organizației Mondiale a Comerțului). A fost semnat de 23 de națiuni la Geneva pe 30 octombrie 1947 și a fost aplicat cu titlu provizoriu de la 1 ianuarie 1948.  A rămas în vigoare până la 1 ianuarie 1995, când Organizația Mondială a Comerțului (OMC) a fost înființată după acordul a 123 de națiuni la Marrakech la 15 aprilie 1994, ca parte a Acordurilor Rundei Uruguay. OMC este succesorul GATT, iar textul GATT inițial (GATT 1947) este încă în vigoare în cadrul OMC, sub rezerva modificărilor GATT 1994.  Națiunile care nu erau parte din GATT în 1995 trebuie să îndeplinească condițiile minime redactate în documente specifice înainte de a putea adera; în septembrie 2019, această listă conținea 36 de națiuni.
GATT și succesorul său, OMC, au reușit să reducă tarifele vamale. Nivelurile medii ale tarifelor vamale pentru principalii participanți la GATT au fost de aproximativ 22% în 1947, dar au scăzut la 5% după Runda Uruguay din 1999. Experții atribuie o parte din aceste modificări tarifare GATT și Organizației Mondiale a Comerțului.  
În 1991, GATT număra 104 membri, printre care făcea și Romania parte din anul 1971.